# Cleph al longobarzilor
Cleph (de asemenea, Clef, Clepho sau Kleph), (n.  ? – d. 574 d.Hr.) a fost rege al longobarzilor începând cu 572 sau 573 și până la 574 sau 575.
Cleph a succedat regelui Alboin al longobarzilor, față de care nu avea nicio legătură de rudenie. El a fost un personaj violent și înspăimântător atât față de romani cât și față de bizantini, cu care a luptat pentru a menține controlul asupra Italiei. Cleph a extins stăpânirea longobarzilor asupra întregului nord al Italiei, desăvârșind cucerirea Toscanei și împingând autoritatea longobardă până la porțile Ravennei. A murit asasinat după o domnie de 18 luni de către un membru al gărzii sale regale. Moartea sa a fost urmată de o perioadă de 10 ani de interregnum, cunoscută ca "Domnia ducilor", dat fiind că autoritatea ducilor teritoriali devenise supremă. În cele din urmă, tronul a fost preluat de către fiul lui Cleph, Authari, în anul 585.